# Sidonio Pintado Arroyo
Sidonio Pintado Arroyo (Villanubla, Valladolid, 24 de enero de 1886 - Tarragona, 30 de mayo de 1939) fue un maestro y pedagogo español, esperantista y ateneísta, fusilado después de la Guerra Civil.
Fue maestro de Primera Enseñanza en varios pueblos de Burgos, Vizcaya, Valladolid y Palencia, así como en Madrid. Estuvo muy ligado a varios movimientos de regeneración de la enseñanza y renovación pedagógica. Tradujo al castellano varias obras de otros colegas pedagogos como Ovide Decroly o Gerard Boon, y dio a conocer las ideas y prácticas de Celestin Freinet. Intervino en el desarrollo de las colonias escolares y en la educación para ciegos y sordos. Colaboró también en la vida social y política del país, ocupando cargos administrativos en órganos siempre relacionados con la educación. Fue durante la realización de estas actividades cuando conoció a Miguel de Unamuno . Fue colaborador de El Norte de Castilla, La Libertad y El Magisterio Español, y corresponsal de "Societé française de l'Art à l'Ecole". Fue redactor de asuntos relacionados con la nueva escuela, la lectura ideovisual y los Centros de interés (método pedagógico de Decroly). Destacó por su europeísmo y la defensa de la educación pública, obligatoria y gratuita.
A la vez participó activamente en la promoción de la lengua auxiliar internacional o esperanto, y fue miembro desde su juventud de la Asociación Mundial de Esperanto. También escribió numerosos artículos para la difusión del idioma y la promoción de las actividades relacionadas con esta lengua. Y entre otros mantuvo contacto profesional a través de la misma con un destacado pedagogo más, Pierre Bovet, lo que le permitió informar de iniciativas pedagógicas en otros países, que quedaron plasmadas igualmente en artículos de diarios y revistas. En 1925, fue uno de los fundadores de la Asociación Española de Esperanto, de la que llegó a ser el presidente en sustitución de Julio Mangada.
Al empezar la guerra civil española se fue a vivir a Cambrils con su familia. Allí fue el responsable de las colonias para niños madrileños que habían llegado como refugiados. También dio clases particulares e impulsó una escuela para analfabetos. El 11 de febrero de 1939 fue detenido y llevado a la prisión preventiva de Reus, y posteriormente a la prisión provincial de Tarragona, conocida como torre del Pretorio o torre de Pilats. Después de un juicio sumarísimo fue condenado a muerte y fusilado en la montaña de la Oliva de Tarragona en mayo de 1939. Es posible que fuera enterrado en una fosa común del cementerio de Tarragona. Su tumba no ha sido encontrada.
Fue el padre de Pablo Pintado y Riba (1924-2007) -arquitecto madrileño autor del Palacio de Congresos inaugurado en 1970 en el Paseo de la Castellana de Madrid- María Pintado Riba -química-; Paz Pintado Riba -catedrática- y Félix Pintado Rebollar, fallecido joven después de la Guerra Civil.